# ريج هاردينغ
ريج هاردينغ (بالإنجليزية: Reg Harding)‏ هو لاعب دارت بريطاني، ولد في 20 سبتمبر 1945، وتوفي في 11 أغسطس 2014.